# Ángel de la Calle Hernández
Ángel de la Calle Hernández (Molinillo de la Sierra, Salamanca, Espanya, 1958) és un il·lustrador, dibuixant i crític de còmic espanyol. Col·labora també en l'organització de la Semana Negra de Gijón i les Jornades del Còmic d'Avilés. El 2018 va obtenir el guardó a la millor obra del 36è Saló Internacional del Còmic de Barcelona pel còmic Pinturas de guerra.

## Biografia
Ángel de la Calle va néixer a Molinillo de la Sierra, un petit llogaret de la Serra de Salamanca, l'any 1958, però la seva família es va traslladar a Gijón sent ell un nen, i ha viscut a la ciutat asturiana des de llavors. Va començar la carrera de Belles arts, però no va arribar a concloure-la.
Va començar la seva carrera professional als inicis del boom del còmic adult a Espanya, col·laborant successivament en revistes tan diferents com Star (1977-1979) i, ja sense pausa, Rambla (1983-1985), Comix Internacional (1985-1986), Zona 84 (1987) i El Víbora (1987), així com en diverses revistes foranes: la sueca Tung Metall, la francesa Fantastik i la nord-americana Heavy metall. Des de 1987 participa també en l'organització de la Setmana Negra de Gijón.
Des dels anys noranta es dedica al disseny gràfic i l'escriptura i il·lustració infantil. També realitza storyboards per publicitat i per a la pel·lícula de Gonzalo Suárez El costat fosc (1991).
Des de l'any 1996 publica la tira Mar i Mari en els periòdics asturians La Nueva España i El Comercio. Aquestes tires han estat recopilades en nou volums, vuit d'ells autoeditats. Va col·laborar també a la fundació de les Jornades Internacionals del Còmic Vila d'Avilés.
Des de 1999 és codirector al costat de Jorge Iván Argiz de la revista de divulgació Dentro de la Viñeta.
Al nou segle, i encara que segueix amb la il·lustració, sent la necessitat de crear historietes més ambicioses: Neix així Modotti, una dona del segle XX, una biografia de la fotògrafa italiana Tina Modotti (1896-1942), editada originàriament en dues parts els anys 2003 i 2007 per Edicions Sinsentido.
Inicia també la seva sèrie autobiogràfica Diaris de festival (2006) i publica els llibres teòrics Hugo Pratt. La mano de Dios (2007) i El hombre Emmascarado: En el sendero (2007).